# Зозулинцы (Казатинский район)
Зозу́линцы (укр. Зозулинці) — село на Украине, находится в Казатинском районе Винницкой области.
Код КОАТУУ — 0521482403. Население по переписи 2001 года составляет 572 человека. Почтовый индекс — 22155. Телефонный код — 4342.
Занимает площадь 1,899 км².

## Адрес местного совета
22155, Винницкая область, Казатинский р-н, с.Зозулинцы, ул.Ленина, 38